# Brondi
Brondi Telefonia S.p.A. è un'azienda italiana attiva nel settore della telefonia.

## Storia
Fondata a Torino da Lorenzo Brondi nel 1935 per produrre apparecchi telefonici negli anni del dopoguerra, diventa uno dei principali fornitori della SIP.
Grazie allo sviluppo degli anni precedenti, negli anni settanta viene inaugurata una nuova sede a Settimo Torinese. Oggi la compagnia ha sede legale a Roma e sede operativa a Moncalieri.

## Produzione
- 1969. Brondi sviluppa la prima segreteria telefonica: Stina.[2]
- 1974. Nasce la Sime Brondi, la prima compagnia italiana che produce segreterie telefoniche automatiche.
- A partire dagli anni '80 il nuovo centro di ricerca inaugurato in California dà impulso alla produzione delocalizzata in Asia orientale.
- 1987. Brondi lancia il primo cordless omologato in Italia (ovvero l'unico idoneo per i parametri italiani) Bronditel 1. Sviluppato in Italia, prodotto a Settimo Torinese e venduto in Italia dalla SIP.
- 1990. Esce sul mercato Balena, il primo telefono Brondi in plastica riciclata.
- 1990-1994. Brondi produce il celebre telefono fisso Sirio per la SIP.
- 1991. Brondi produce i primi telefoni cellulari in Italia, BR 93 F (per automobili) e BR 93 P (portatile). I cellulari erano analogici, prodotti in Giappone (made in Japan).
- 1993. Bronditel 3 è l'unico telefono omologato cordless compatto analogico in Italia.
- 2003. Brondi lancia sul mercato la ricetrasmittente PMR 446.
- 2005. Entra nel mercato della telefonia via Internet e presenta il suo primo cordless Voip e il suo servizio di telefonia Voip che adotta lo standard Sip.
- 2010. Brondi importa i primi cellulari Dual SIM a proprio marchio.
- 2012. Brondi importa i primi smartphone Android a proprio marchio.

## Riconoscimenti

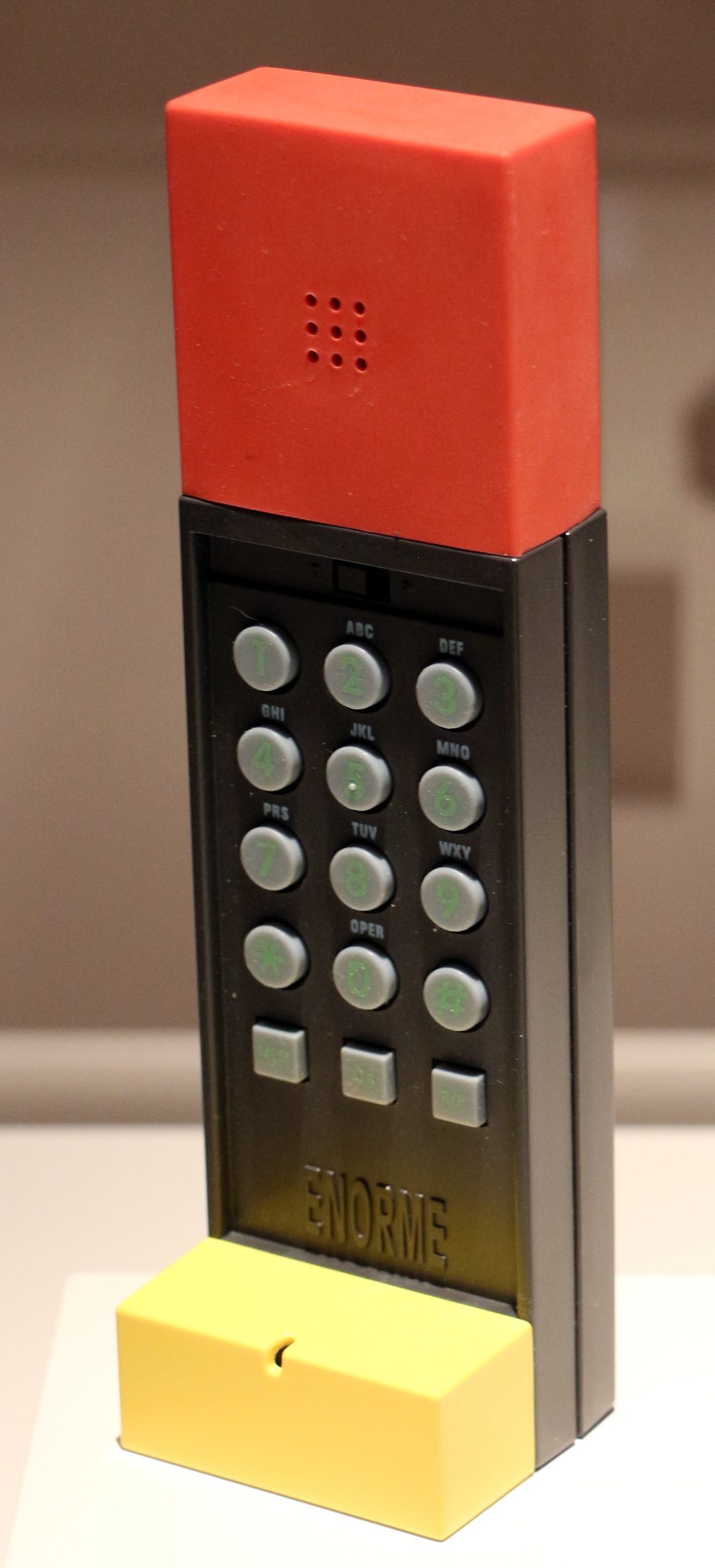
Il telefono Enorme

- Il telefono "Enorme", disegnato dall'architetto Ettore Sottsass per Brondi nel 1986, è stato prodotto da Brondi tra il 1986 e il 1994[3] e fa parte della collezione permanente del "Museum of Modern Art" (MoMA) di New York[4] e al "Designers' choice USA".

## Sintesi vocale per non vedenti e ipovedenti
- Brondi è stata la prima ditta italiana a commercializzare in Italia un telefono con funzioni di sintesi vocale per non vedenti e ipovedenti, chiamato Sam Plus.[5]